# Colombier du manoir de Kerbeulven
Le Colombier du Manoir de Kerbeulven est un bâtiment à Penvénan, une commune du département des Côtes-d'Armor dans la région Bretagne en France. Le colombier est inscrit au titre des monuments historiques le 17 décembre 1990.
Le colombier du XVIIe siècle est construit en granit caractéristique de la région. L'intérieur comprend des centaines de boulin incurvés où nichent les couples de pigeons. 